# Eta Centauri
Désignations
Eta Centauri (η Cen / η Centauri) est une étoile de la constellation du Centaure. D'après la mesure de sa parallaxe annuelle par le satellite Hipparcos, elle est située à environ ∼ 306 a.l. (∼ 93,8 pc) de la Terre.
Eta Centauri est une étoile bleu-blanc de la séquence principale de type spectral B2Ve. Elle est en rotation rapide et effectue une révolution en moins d'un jour. C'est aussi une étoile Be, ce qui signifie qu'elle a des émissions variables dans ses raies spectrales de l'hydrogène. Enfin, elle est également légèrement variable et classée à la fois comme une variable de types Gamma Cassiopeiae et Lambda Eridani sur la base données de l'International Variable Star Index de l'AAVSO, avec plusieurs périodes de variabilité. Eta Centauri est assez grosse pour être à la limite des étoiles qui évoluent en naines blanches et de celles qui finissent en supernovae.
Elle est membre du groupe Haut-Centaure Loup de l'association Scorpion-Centaure, qui est l'association d'étoiles massives de types O et B la plus proche du Système solaire.